# サッカーキルギス代表
サッカーキルギス代表（サッカーキルギスだいひょう、キルギス語:Кыргызстан улуттук футбол курамасы）は、キルギスサッカー連盟（FFKR）によって組織される、キルギスのサッカーのナショナルチームである。ホームスタジアムは、首都ビシュケクにあるドレン・オムルザコフ・スタジアム。

## 歴史

### 代表チーム結成 - 2000年代
1991年のソビエト連邦の崩壊まではキルギスの選手はソビエト連邦代表としてプレーしていた。同年8月31日にキルギスが独立を果たし、ナショナルチームが結成された。初の国際試合は1992年8月23日のウズベキスタン戦で、0-3での敗戦であった。
1994年、キルギスサッカー連盟はアジアサッカー連盟（AFC）及び国際サッカー連盟（FIFA）に正会員として認められた。1996年にはアジアカップの予選に初めて参加したが、出場権獲得には至らなかった。翌年開催された1998年フランスW杯・アジア1次予選では4か国中イランに次ぐ2位となり、惜しくも最終予選進出はならなかった。
その後も2000年のアジアカップ・予選は最下位で敗退、 2002年日韓W杯・アジア予選は1次予選敗退、2004年のアジアカップ・予選も敗退と浮上のきっかけが掴めない時期が続いた。2006年ドイツW杯・アジア予選では予備予選から出場し、パキスタンを下して1次予選へ進出した。1次予選ではバーレーン、シリア、タジキスタンと同組になったが、1勝1分4敗のグループ最下位で終えた。

### 2010年代 - 2020年代

AFCアジアカップ2019・グループC第3戦 対フィリピン戦の先発メンバー

2019年のアジアカップ・3次予選において、キルギス、インド、ミャンマー、マカオのグループを4勝1分1敗で切り抜け、念願のAFCアジアカップ初出場を決めた。本大会では、韓国、中国、フィリピンと共にグループCに入った。中国、韓国に連敗し後が無くなったフィリピン戦でヴィタリ・ルクスがハットトリックを決め、3-1で勝利。史上初となるベスト16入りを決めた。ラウンドオブ16ではアラブ首長国連邦と対戦。1-2とリードされた後半アディショナルタイムに、トュルスナリ・ラスタモフがコーナーキックからヘディングで同点ゴールを決め、土壇場で追いついた。延長戦に突入するもPKを与えてしまい、これを決められ2-3で敗れた。
2大会連続出場となった2023年のアジアカップでは、グループリーグ最終戦でのオマーンとの引き分けによる勝ち点1に留まり、2大会連続ベスト16とはならなかった。2026年北中米W杯・アジア2次予選ではマレーシアに勝ち点差1で上回って初めて最終予選に進んだ。最終予選ではカタールや北朝鮮から勝利を挙げたが、全体では2勝2分6敗のグループ5位で予選敗退となった。

## 成績

### FIFAワールドカップ
- 1998 - 予選敗退
- 2002 - 予選敗退
- 2006 - 予選敗退
- 2010 - 予選敗退
- 2014 - 予選敗退
- 2018 - 予選敗退
- 2022 - 予選敗退
- 2026 - 予選敗退

### AFCアジアカップ
- 1996 - 予選敗退
- 2000 - 予選敗退
- 2004 - 予選敗退
- 2007 - 不参加
- 2011 - 不参加
- 2015 - 不参加
- 2019 - ベスト16
- 2023 - グループリーグ敗退

### AFCチャレンジカップ
| 開催年 | 結果               | 試合     | 勝利     | 引分     | 敗戦     | 得点     | 失点     |
| ------ | ------------------ | -------- | -------- | -------- | -------- | -------- | -------- |
| 2006   | 3位                | 5        | 3        | 0        | 2        | 4        | 3        |
| 2008   | 予選敗退           | 予選敗退 | 予選敗退 | 予選敗退 | 予選敗退 | 予選敗退 | 予選敗退 |
| 2010   | グループリーグ敗退 | 3        | 1        | 0        | 2        | 2        | 6        |
| 2012   | 予選敗退           | 予選敗退 | 予選敗退 | 予選敗退 | 予選敗退 | 予選敗退 | 予選敗退 |
| 2014   | グループリーグ敗退 | 3        | 1        | 0        | 2        | 1        | 3        |
| 合計   | 3/5                | 11       | 5        | 0        | 6        | 7        | 12       |

### ELFカップ
| 開催年 | 結果 | 試合 | 勝利 | 引分 | 敗戦 | 得点 | 失点 |
| ------ | ---- | ---- | ---- | ---- | ---- | ---- | ---- |
| 2006   | 3位  | 5    | 2    | 1    | 2    | 11   | 8    |

## 歴代監督
- アレクサンドル・クリスチニン 2014-2023
- シュテファン・タルコヴィッチ（英語版） 2023-